# Srđan Babić
Srđan Babić (serbisch-kyrillisch Срђан Бабић; * 22. April 1996 in Banja Luka, Bosnien und Herzegowina) ist ein serbischer Fußballspieler. Der Abwehrspieler steht bei Spartak Moskau unter Vertrag.

## Karriere

### Verein
Babić entstammt der Jugend- bzw. aus der Jugendakademie des FK Borac Banja Luka bzw. des FK Vojvodina. Für Vojvodina debütierte er 2014 auch als Profi. Im Sommer 2015 wechselte er zu Real Sociedad. Nachdem er ein Jahr für die zweite Mannschaft zum Einsatz gekommen war, schloss er sich 2016 auf Leihbasis für ein Jahr dem CF Reus Deportiu an. Im Anschluss folgte eine weitere einjährige Leihe – dieses Mal an Roter Stern Belgrad. Die Serben verpflichteten ihn nach Ablauf der Leihe fest. Nach zwei weiteren Jahren in Belgrad verbrachte er die Spielzeit 2020/21 leihweise beim FC Famalicão in der Primeira Liga. Ende August 2021 verließ Babić erneut seinen Stammverein – UD Almería schloss er sich zunächst auf Leihbasis an, bevor der Verein ihn im Sommer 2022 fest unter Vertrag nahm. Im darauffolgenden Sommer 2023 verpflichtete ihn Spartak Moskau.

### Nationalmannschaft
Babić kam zwischen 2012 und 2019 für verschiedene serbische Jugendnationalmannschaften zum Einsatz.